# Постилла
Пости́лла (от лат. post illa — «после сих») — название простейшей формы проповеди (первоначально называемой гомилия) в католической церкви, состоящей из объяснения только что прочитанных отрывков Евангелия или Апостола, то есть Деяний и Посланий апостолов.
Аналог беседы в православной церкви. То же название носят изданные сборники проповедей, например сборник проповедей «Postylla» («Постилла», 1557) Миколая Рея, «Postilla Catholica tho iesth, Kazania na kożdą Niedzielę, y na kożde święto przez cały rok…» (1573) и «Postilla mnieysza» (1579) Якуба Вуека, «Postilla, tatai esti Trumpas ir Prastas Ischguldimas Euangeliu, sakamuiu Baszniczoie Krikschonischkoie» («Постилла, то есть краткое и простое изложение евангелий, говоримых в христианской церкви», 1591) Йонаса Бреткунаса